# Personnages de Stranger Things
Cet article présente la liste des personnages de la série télévisée américaine Stranger Things.

## Personnages principaux
| Photo | Nom                                                  | Acteur               | Doublage francophone                                                           | Saisons                                                    |
| --- | ---------------------------------------------------- | -------------------- | ------------------------------------------------------------------------------ | ---------------------------------------------------------- |
| |                                                      |                      |                                                                                |                                                            |
| | Jane Ives / Onze (Eleven en VO) / Elfe / Jane Hopper | Millie Bobby Brown   | (VF : Clara Soares)                                                            | 1-4                                                        |
| Eleven est une fille télékinésique qui est la seule à pouvoir rivaliser avec les créatures d'Upside Down. Elle devient plus tard la fille adoptive de Jim Hopper et la petite amie de Mike Wheeler. Née de Terry Ives, Eleven a été enlevée par le Dr Martin Brenner à la naissance et emmenée aux laboratoires nationaux Hawkins pour perfectionner ses capacités télékinésiques aux côtés d'autres enfants surdoués. En 1979, elle est harcelée par les plus âgés pour avoir fait preuve d'un mauvais usage de ses pouvoirs, mais elle trouve de la gentillesse chez un aide-soignant, qui l'encourage et la soutient. Finalement, Eleven fait preuve d'un grand pouvoir, mais elle est à nouveau la cible des enfants plus âgés et menacée de mort. L'infirmier du laboratoire exhorte Eleven à s'échapper du laboratoire Hawkins, mais elle libère l'infirmier, qui se révèle être Henry Creel / Sujet 001 (One). One tue tout le monde dans Hawkins Lab, à l'exception de Brenner et Eleven. Quand One tente de convaincre Onze de le rejoindre dans une mission de domination humaine, Onze le rejette et les deux se battent. L'adulte One domine Onze, huit ans, mais le souvenir puissant et affectueux d'Eleven de sa mère lui donne la force de maîtriser One, l'envoyant dans l'Upside Down, où il devient Vecna. Onze tombe dans le coma et ses capacités, sa mémoire et son intellect sont réinitialisés à son réveil. Après son évasion au début de la première saison, Eleven se lie d'amitié avec Mike, Dustin et Lucas, qui croient qu'elle peut les aider à retrouver Will. Dans la fête des enfants Donjons & Dragons , elle est la Mage. Elle passe la majorité de la première saison à se cacher et à fuir les « méchants hommes », c'est-à-dire les employés de laboratoire. Elle aide les garçons à localiser Will et repousse les menaces à leur encontre en cours de route. Dans la finale de la première saison, elle meurt vraisemblablement après avoir combattu le Démogorgon, même si elle a en fait survécu et a été envoyée à l'envers aux côtés du Démogorgon. Dans la saison deux, à la suite des événements de la finale de la première saison, Eleven s'échappe de l'Upside Down par une porte dans un couloir du Hawkins Middle School. Hopper devient alors une figure paternelle pour Eleven, bien qu'il la cache à Mike, Dustin et Lucas pour sa sécurité. Onze devient de plus en plus frustrée par cet isolement de l'autre monde et elle fuit temporairement Hawkins à la recherche de sa mère biologique, Terry Ives. Elle s'aventure plus tard à Chicago, dans l'Illinois, où elle rencontre une fille nommée Kali (sujet 008/Huit) et son groupe de tueurs vengeurs. Malgré un voyage de découverte de soi, Eleven revient finalement à Hawkins, retrouvant Mike et ses amis. Elle ferme la porte qu'elle a ouverte l'année précédente dans Hawkins Lab, mettant ainsi fin à la connexion de Mind Flayer avec Hawkins. Hopper l'adopte légalement comme sa fille. Dans la troisième saison, Eleven sort activement avec Mike, au grand dam de Hopper. Lorsque Hopper tente de séparer Mike et Eleven, il force Mike à lui mentir. Elle soupçonne cette ruse et consulte Max Mayfield, qui l'aide à découvrir son individualité. Lorsque la menace de Mind Flayer émerge à nouveau, Eleven est à nouveau poursuivi. Après avoir été mordue par Mind Flayer, Eleven perd ses pouvoirs, ainsi que Hopper à la fin de la saison et déménage avec la famille Byers à Lenora Hills, en Californie. Au printemps 1986, Eleven a fréquenté le lycée Lenora Hills aux côtés de Will, et ici elle est victime d'intimidation incessante et quotidienne de la part de sa camarade de classe Angela et de ses amis. Lorsque Mike rend visite à El et Will, Angela et ses amis se liguent contre Eleven à Rink-o-Mania, et Eleven frappe Angela au visage avec un patin à roulettes en représailles. Elle est placée en garde à vue, mais le Dr Sam Owens intercepte son arrestation, lui offrant une chance de retrouver ses capacités. Après avoir accepté, Owens l'emmène dans un établissement du Nevada, où elle retrouve Brenner. Elle est obligée d'affronter ses souvenirs traumatisants au Hawkins Lab, l'emmenant dans un établissement où elle revit ses souvenirs refoulés de son séjour au Hawkins Lab. Après avoir rappelé le massacre du laboratoire, Eleven constate que ses capacités sont restaurées, et une fois qu'elle apprend le plan du gang Hawkins de tuer Henry/One/Vecna, elle tente de retourner à Hawkins avec Owens, bien que Brenner intervienne et insiste pour garder Eleven. Après que l'armée américaine ait attaqué le laboratoire du silo, Brenner tente de fuir avec un Onze sous sédation, pour ensuite être abattu. Onze parvient à se sauver et elle refuse de pardonner à Brenner mourant. Elle sauve plus tard par télépathie Max de Vecna et la ressuscite lorsqu'elle succombe à ses blessures. |                                                      |                      |                                                                                |                                                            |
| |                                                      |                      |                                                                                |                                                            |
| | Joyce Byers                                          | Winona Ryder         | (VF : Claire Guyot)                                                            | 1-4                                                        |
| Joyce Byers est la mère de Jonathan Byers et Will Byers et est divorcée de leur père Lonnie Byers. Joyce est une femme très attentionnée et volontaire qui travaille comme vendeuse au magasin général Melvald's, au centre-ville de Hawkins. Elle est née et a grandi à Hawkins et a fréquenté le Hawkins High School avec Hopper et Bob. Dans la troisième saison, elle envisage de vendre sa maison et de quitter Hawkins, au grand désarroi de Hopper qui tente de la convaincre de sortir avec lui. Même si elle a des sentiments pour lui, Joyce essaie d'éviter de se lancer dans une autre relation. Elle est principalement plus intéressée à comprendre pourquoi les aimants de sa maison continuent de tomber de son réfrigérateur et tout en enquêtant sur la raison derrière cela, elle et Hopper découvrent une conspiration russe. Après avoir infiltré un laboratoire russe sous le nouveau centre commercial Starcourt, où les Russes ont ouvert un autre portail vers le monde à l'envers, Joyce est obligée de fermer le portail en éteignant la machine russe utilisée pour l'ouvrir avec Hopper dans la pièce, et Hopper finit par se retrouver. étant présumé mort. Joyce devient une figure maternelle pour Eleven après l'avoir accueillie alors que Hopper serait mort. La famille Byers et Eleven déménagent en Californie trois mois après la mort supposée de Hopper. Joyce a un travail à la maison et reçoit un colis de Russie transportant une poupée, qui contient une note à l'intérieur révélant que Hopper est vivant. Elle et Murray appellent le numéro indiqué sur la note et contactent « Enzo », un gardien de prison que Hopper a soudoyé, qui exige 40 000 $ en échange de la liberté de Hopper. Joyce obtient l'argent et s'envole pour l'Alaska avec Murray Bauman, où ils rencontrent Yuri Ismaylov, un contrebandier et pilote russe qui fait passer clandestinement des marchandises américaines dans le camp de prisonniers russe. Conscient du profit qui peut être réalisé, Yuri Ismaylov drogue Joyce et Murray et les emmène en Russie. En route, Joyce et Murray assomment Yuri et s'écrasent dans la nature. Ils forcent Yuri à les emmener au camp de prisonniers, où Murray se fait passer pour Yuri, tandis que Joyce et Yuri agissent comme otages. Les deux témoins Hopper combattent le Démogorgon, mais Joyce parvient à le sauver et le retrouve. |                                                      |                      |                                                                                |                                                            |
| |                                                      |                      |                                                                                |                                                            |
| | Jim Hopper                                           | David Harbour        | (VF : Stéphane Pouplard)                                                       | 1-4                                                        |
| James "Jim" Hopper, surnommé "Hop", est le chef de la police de Hawkins. Hopper a vécu à Hawkins presque toute sa vie, après avoir fréquenté le lycée avec Joyce et Bob. Hopper a divorcé après la mort de sa jeune fille Sarah d'un cancer, ce qui l'a fait sombrer dans l'alcoolisme. Finalement, il devient plus responsable, sauvant Will du Démogorgon et accueillant Onze comme sa fille adoptive. Dans la troisième saison, il essaie de rompre Mike et Eleven car leur relation évolue trop vite pour lui tout en essayant de convaincre Joyce de manière romantique. Par l'intermédiaire de Joyce, il s'implique dans une enquête sur le surnaturel et ils découvrent une conspiration russe. Il est apparemment tué dans une explosion sous le centre commercial provoquée par une machine russe utilisée pour ouvrir un portail vers l'Upside Down. Dans une bande-annonce de la saison quatre (« De Russie, avec amour... » - sortie le 14 février 2020), il est montré vivant en Russie. Après avoir survécu à l'explosion du centre commercial, Hopper est capturé par les Russes et emmené dans un camp de prisonniers du Kamtchatka , où lui et d'autres prisonniers travaillent à la construction d'une voie ferrée. Là-bas, Hopper soudoie un gardien de prison nommé Dmitri Antonov et travaille avec lui pour s'échapper du camp de prisonniers. Hopper parvient à s'échapper vers une ville voisine, mais il est repris. Après qu'Antonov se révèle être un garde corrompu, lui et Hopper sont emprisonnés ensemble. Au cours d'un festin, Hopper se rend compte que lui et les autres prisonniers sont en train d'être des proies faciles pour une prochaine bataille contre le Démogorgon. Il allume son arme en feu, retenant le Démogorgon assez longtemps pour que Joyce puisse conduire Hopper en sécurité. Hopper et Joyce se réunissent et confessent enfin leurs sentiments amoureux l'un pour l'autre. Hopper, Joyce, Murray, Antonov et Yuri découvrent un certain nombre de créatures du monde à l'envers étudiées dans la prison. Réalisant que leurs enfants sont en danger, ils travaillent ensemble pour tuer les créatures, affaiblissant ainsi le pouvoir de l'Upside Down et donnant aux enfants un avantage dans leur combat contre Vecna. Hopper et Joyce retournent ensuite à Hawkins et Hopper retrouve Eleven. Cependant, l'Upside Down commence à engloutir Hawkins. |                                                      |                      |                                                                                |                                                            |
| |                                                      |                      |                                                                                |                                                            |
| | Michael « Mike » Wheeler                             | Finn Wolfhard        | (VF : Marie Facundo) (saison 1 et 2) (VF : Tom Hudson) (saison 3)              | 1-4                                                        |
| Michael "Mike" Wheeler est le fils de Karen et Ted Wheeler, le frère cadet de Nancy et le frère aîné de Holly, et est ami avec Lucas, Dustin et Will. Mike est un étudiant intelligent et consciencieux qui s'engage envers Lucas, Dustin et Will. Dans leur soirée Donjons & Dragons , Mike est leur paladin et joue généralement le rôle de Dungeon Master . Il développe des sentiments pour Onze après l'avoir accueillie et l'a aidée à échapper aux méchants. Onze l'aide également, lui et ses amis, à retrouver Will. À la fin de la première saison, Mike invite Eleven au Snow Ball (danse de l'école). Après cela, Mike embrasse Eleven et elle rougit. Cependant, le Démogorgon apparaît et Eleven fait ses adieux à Mike alors qu'elle semble mourir, tuant le Démogorgon. Dans la deuxième saison, il se sent bouleversé par le départ d'Eleven. Il l'appelle tous les soirs, espérant qu'elle reviendra un jour. Il devient irrité par la fête et a d'abord une relation difficile avec Max. Will révèle ses flashbacks apparents à l'Upside Down à Mike et il accompagne Joyce, Bob et Will au laboratoire lorsque la santé de Will se détériore. Quand Eleven réapparaît, il est reconnaissant de ne pas avoir à se battre sans elle, mais en colère contre Hopper pour l'avoir gardée cachée pendant l'année écoulée. Mike est essentiel pour retrouver la mémoire de Will et dire au groupe de fermer la porte. Avant qu'Eleven ne parte fermer la porte, Mike lui dit qu'il ne peut plus la perdre et elle lui promet qu'il ne le fera pas. Un mois après qu'Eleven ait fermé le portail, les deux assistent ensemble au bal des neiges et partagent un autre baiser. L'été suivant, les deux sortent ensemble, mais Hopper parvient à les séparer car ils passent trop de temps ensemble. Quand Eleven et Max réalisent que Mike a menti sur la maladie de sa grand-mère, El finit par jeter les $$ de Mike. Cependant, les deux se réconcilient à l'hôpital en attendant Nancy. Pendant qu'Eleven essaie de retrouver Billy, Mike exprime son inquiétude quant au fait que tout le monde soit négligent avec les pouvoirs d'Eleven et avoue qu'il aime Eleven. Il essaie de lui projeter ses sentiments après qu'elle s'est fait mordre mais a du mal à trouver les mots justes. Le jour où Eleven et la famille Byers déménagent, Mike promet à Eleven qu'il restera en contact et programme des visites à Thanksgiving et à Noël. Onze dit alors à Mike qu'elle l'aime et l'embrasse avant de quitter Hawkins avec la famille Byers. Au printemps 1986, Mike et Dustin rejoignent le Hellfire Club, le club Donjons & Dragons de Hawkins High School , dirigé par Eddie Munson. Bien que Lucas en soit également membre, il s'est engagé dans l'équipe de basket-ball Hawkins HS, ce qui le met en désaccord avec Mike et Dustin, qui le poussent à se ranger de leur côté, les « nerds et monstres ». Lui et Eleven entretiennent une relation à distance avec des lettres, et pour les vacances de printemps, Mike s'envole pour la Californie pour rendre visite à Eleven et Will dans leur nouvelle maison à Lenora Hills. Bien qu'Eleven ait insisté auprès de Mike sur le fait qu'elle avait des amis et qu'elle menait un style de vie semi-populaire, Mike découvre qu'elle mentait pour cacher la forte intimidation qu'elle subit de la part des autres étudiants. Il voit Angela et un gang de filles humilier Eleven à Rink-o-Mania, et il est choqué quand Eleven riposte par la violence physique. Le lendemain, Mike et Eleven se disputent lorsqu'elle exprime son mécontentement à l'égard de la relation, soulignant l'étrange réticence de Mike à dire qu'il l'aime. Lorsqu'Eleven est arrêté pour avoir attaqué Angela, Mike, Will et Jonathan sont bouleversés et ne savent pas comment l'aider, jusqu'à ce que Sam Owens envoie des agents pour les informer qu'Eleven a accepté son offre de commencer à s'entraîner pour récupérer ses pouvoirs. Au domicile des Byers, les trois sont gardés par deux agents, jusqu'à ce que des soldats de l'armée américaine attaquent la maison, les forçant à s'échapper avec l'aide de l'ami de Jonathan, Argyle, emmenant avec eux un agent Harmon blessé. Après la mort d'Harmon et leur laissant un numéro de téléphone pour joindre Owens et Eleven, Mike fait appel à la petite amie de Dustin, Suzie, qui vit à Salt Lake City, Utah . Là, Suzie leur fournit les coordonnées du projet Nina, qui se trouve au Nevada. En chemin, Mike exprime ses angoisses intérieures concernant sa relation avec Eleven, effrayé qu'elle finisse par se rendre compte qu'elle n'a pas besoin de lui comme il a besoin d'elle. Alors que l'armée américaine se rapproche d'Eleven, Mike et le California Crew arrivent, donnant à Eleven une chance de détruire ses attaquants et leurs transports. Ensemble, ils s'aventurent dans un restaurant Surfer Boy Pizza au Nevada pour construire à Eleven un réservoir de privation sensorielle lui permettant de voyager dans l'esprit de Max pour la protéger de Vecna. Lorsque Vecna domine Onze, Mike lui avoue son amour, lui donnant la force de le maîtriser. Le California Crew retourne ensuite à Hawkins, où Mike et les autres se préparent pour une bataille finale contre l'Upside Down, qui s'est infiltré dans leur ville. |                                                      |                      |                                                                                |                                                            |
| |                                                      |                      |                                                                                |                                                            |
| | Dustin Henderson                                     | Gaten Matarazzo      | (VF : Kaycie Chase) (saison 1 et 2) (VF : Gabriel Bismuth-Bienaimé) (saison 3) | 1-4                                                        |
| Dustin Henderson est un ami de Mike, Will et Lucas, et un garçon maladroit et vif d'esprit dont la dysplasie cléidocrânienne le fait zozoter . Dans la soirée Donjons & Dragons , Dustin est le barde et possède sans doute la connaissance la plus approfondie du jeu, en particulier des monstres. Il a le béguin pour Nancy, et bien que lui et Lucas aient des sentiments pour Max dans la saison deux, Lucas et Max finissent ensemble. Il se lie également d'amitié avec Steve , qui lui donne des conseils pour que les filles l'apprécient. Avant la troisième saison, Dustin passe un mois dans un camp scientifique et, grâce aux conseils de Steve, parvient à se faire une petite amie, Suzie, qu'il prétend être un génie et qui est "plus sexy que Phoebe Cates ". Ses amis sont sceptiques quant à son existence réelle, car il est incapable d'entrer en contact avec elle via sa tour radio de fortune, "Cerebro". Dustin découvre à la place la transmission codée russe et, avec Steve, Robin et Erica, s'aventure dans le repaire souterrain du Russe. Il prouve plus tard l'existence de Suzie lorsqu'il la contacte pour le rôle de Planck dans la finale de la saison (elle le force à chanter "Never Ending Story"). Maintenant au lycée, Dustin, Mike et Lucas rejoignent un club Donjons & Dragons nommé « The Hellfire Club », dirigé par l'excentrique Eddie Munson. Après que Chrissy Cunningham ait été tuée par une entité inconnue, Dustin surnomme l'entité "Vecna". Au cours d'un plan visant à tuer Vecna, Dustin et Eddie ont réussi à détourner les chauves-souris de démonstration de Steve, Nancy et Robin, mais se sont retrouvés piégés dans la caravane d'Eddie. Protégeant Dustin, Eddie sort de la caravane et attire les chauves-souris loin de la caravane. En les combattant, Eddie est renversé et sa chair est rendue, le laissant mortellement blessé. Dustin réconforte Eddie alors qu'il meurt. Deux jours plus tard, en voyant l'oncle d'Eddie, Wayne, afficher une affiche manquante pour Eddie, Dustin l'informe de la mort d'Eddie, le qualifiant de héros qui a sauvé la ville qui l'a horriblement traité. |                                                      |                      |                                                                                |                                                            |
| |                                                      |                      |                                                                                |                                                            |
| | Lucas Sinclair                                       | Caleb McLaughlin     | (VF : Jennifer Fauveau) (saison 1) (VF : Thomas Sagols) (depuis la saison 2)   | 1-4                                                        |
| Lucas est l'aîné de Sue et Charles Sinclair, le frère aîné d'Erica et un ami de Mike, Will et Dustin. Lucas se méfie d'Eleven au début et se méfie ouvertement d'elle, mais se lie d'amitié avec elle plus tard. Au lycée, Lucas rejoint le Hellfire Club et l'équipe de basket-ball mais a du mal à trouver du temps pour les deux clubs. Au cimetière, lui, avec Dustin et Steve, aide Max à s'échapper de Vecna et la réconforte après son évasion. Il se retrouve confronté au capitaine senior de l'équipe de basket-ball, Jason Carver tandis que Max est sous la malédiction de Vecna. Un combat s'ensuit avec Jason maîtrisant brièvement Lucas, cependant, après avoir vu Max commencer à léviter, il invoque la force de continuer, ce qui lui permet d'assommer Jason. Lucas observe avec horreur alors que Max commence à succomber à la malédiction de Vecna, ses os sont écrasés et elle perd la vue. Cela laisse Lucas dévasté alors qu'il pleure de manière hystérique alors que Max meurt dans ses bras, avant qu'Eleven ne ressuscite psychiquement Max, la sauvant à peine. À la fin de la saison, on le voit en train de lire à Max alors qu'elle est à l'hôpital dans le coma. Les spores de l'Upside Down sont visibles depuis la fenêtre de l'hôpital tandis que Lucas et Erica l'observent. |                                                      |                      |                                                                                |                                                            |
| |                                                      |                      |                                                                                |                                                            |
| | Dr Martin Brenner                                    | Matthew Modine       | (VF : Philippe Vincent)                                                        | principal dans les saisons 1 et 4, récurrent saison 2      |
| Le Dr Martin Brenner, surnommé « Papa » par Eleven et les autres enfants sur lesquels il a expérimenté, est le scientifique en chef du laboratoire Hawkins et des expériences qui y sont réalisées. C'est un scientifique insensible et manipulateur, ayant enlevé Eleven à sa mère, Terry Ives, qu'il a ensuite soumise à une thérapie par électrochocs pour détruire son esprit et ses pensées. Brenner a ensuite soumis Eleven à de nombreuses expériences, dont l'une l'a vue utiliser ses capacités pour établir accidentellement un lien avec l'Upside Down. Après qu'Eleven se soit échappé du laboratoire, Brenner et son équipe la recherchent dans tout Hawkins tout en dissimulant les actions du Demogorgon qu'ils ont lâché sans le savoir. Brenner est apparemment tué par le Démogorgon lors de la finale de la première saison, bien qu'un ancien travailleur nommé Ray ait affirmé que Brenner était toujours en vie lors de sa tentative de plaider pour sa vie auprès d'Eleven et Kali. Dans la quatrième saison, Brenner se révèle être toujours en vie et travaillant avec le Dr Owens sur un projet appelé "NINA", qui, espèrent-ils, pourra restaurer les pouvoirs d'Eleven. NINA est un réservoir de privation sensorielle spécialisé et un médicament expérimental qui permettent à Eleven de se remémorer de manière vivante les souvenirs de son temps en laboratoire. Des flashbacks de 1979 montrent que Brenner expérimentait sur au moins quatorze enfants aux côtés d'Eleven jusqu'à ce que tous, sauf elle, soient assassinés par le sujet 001 (Henry Creel/Vecna), qu'Eleven a maîtrisé et banni à l'envers. L'effort a mis Eleven dans le coma qui a effacé la plupart de ses souvenirs et affaibli ses pouvoirs, que Brenner a commencé à tenter de restaurer. Les expériences de Brenner sur Eleven tout au long de la première saison se révèlent être des tentatives pour localiser Henry, dont il cherchait à reproduire les pouvoirs chez les autres enfants. Le projet NINA réussit finalement à restaurer les pouvoirs d'Eleven, mais les troupes de l'armée américaine dirigées par le lieutenant-colonel Jack Sullivan prennent d'assaut les installations et tuent le personnel, croyant Onze responsable d'une série de meurtres à Hawkins (qui ont en fait été commis par Vecna). ). Brenner est mortellement abattu par un tireur d'élite alors qu'il tentait de s'échapper avec Eleven, qui domine l'armée. |                                                      |                      |                                                                                |                                                            |
| |                                                      |                      |                                                                                |                                                            |
| | Will Byers                                           | Noah Schnapp         | (VF : Fanny Bloc) (saison 1 et 2) (VF : Tom Trouffier) (saison 3)              | récurrent saison 1, principal depuis la saison 2           |
| William "Will" Byers, le frère cadet de Jonathan et le plus jeune fils de Joyce, est le membre timide, gentil et souvent le membre le plus négligé du parti. Dans la soirée Donjons & Dragons du groupe , Will est le sorcier, mais joue plus tard occasionnellement le rôle de Dungeon Master ; il est appelé « Will le Sage ». Dans la première saison, il disparaît quelque part près de "Mirkwood" après avoir rencontré le monstre qui s'est échappé par une faille vers "Upside Down", une dimension alternative découverte par les scientifiques du laboratoire Hawkins. Schnapp a été promu au rang régulier de la série pour la deuxième saison, après avoir récidivé dans la première. Au cours de la deuxième saison, il a commencé à avoir des flashbacks sur son époque à l'envers, avec des visions d'un grand monstre de l'ombre essayant de l'attaquer. Le monstre a finalement possédé Will et a ensuite été surnommé par Dustin "The Mind Flayer". Joyce, Mike, Jonathan et Nancy ont réussi à chasser Mind Flayer de Will, le ramenant à la normale. Dans la troisième saison, les préoccupations de ses amis concernant leurs petites amies font que Will se sent comme un homme étrange. Son lien avec Mind Flayer aide le groupe à savoir quand il est actif. À la fin de la saison, il quitte Hawkins avec Joyce, Jonathan et Eleven. Au cours de la quatrième saison, Will, Mike, Jonathan et Argyle récupèrent Onze et l'aident à construire un réservoir de privation sensorielle à travers lequel elle peut combattre Vecna. De retour à Hawkins, qui a été ravagé par une série de failles ouvertes par Vecna depuis l'Upside Down, Will recommence à ressentir l'influence de l'Upside Down, reconnaissant Vecna comme la présence qu'il a toujours ressentie. Schnapp a déclaré qu'il pensait que Will était gay et attiré par Mike. La série a fait allusion à cela au cours des trois premières saisons, mais cela est devenu plus évident lors des scènes de la quatrième saison. Will essaie de renforcer la confiance de Mike dans le fait qu'ils trouveront Eleven alors qu'ils se dirigent vers le site du projet Nina. Plus tard, il est réconforté par Jonathan qui sait que Will est différent et mentionne qu'il l'acceptera, en disant "Tu es mon frère et il n'y a rien dans ce monde qui changera jamais cela." |                                                      |                      |                                                                                |                                                            |
| |                                                      |                      |                                                                                |                                                            |
| | Nancy Wheeler                                        | Natalia Dyer         | (VF : Alexia Papineschi)                                                       | 1-4                                                        |
| Nancy Wheeler est la fille aînée de Karen et Ted Wheeler et la sœur aînée de Mike et Holly. Nancy est une sorte de paria à l'école jusqu'à ce que Steve Harrington s'intéresse à elle. Leur relation dure jusqu'à la fin de la saison deux lorsqu'elle commence à sortir avec Jonathan après un peu d'aide de Murray (« Alors finissons-en ! »). Elle maîtrise très bien les armes à feu et a été vue en train d'utiliser des pistolets , des revolvers , des carabines et des fusils de chasse . Au cours de la troisième saison, Nancy et Jonathan travaillent comme stagiaires au Hawkins Post , où Nancy est victime de harcèlement au travail et de discrimination sexuelle de la part de ses supérieurs masculins. Elle et Jonathan sont finalement licenciés pour avoir poursuivi une histoire contre la volonté de leur rédacteur en chef, mais Nancy continue d'enquêter sur l'affaire, ce qui la conduit à de multiples rencontres avec l'Écorché contrôlé par Mind Flayer de Upside Down à Billy. Dans la quatrième saison, Nancy commence à travailler comme rédactrice dans le journal de son école aux côtés de son collègue Fred Benson. Lorsque Chrissy est assassinée par Vecna, Nancy et Fred enquêtent sur sa scène de crime, où Nancy interroge le voisin de Max et apprend l'existence de Victor Creel, un homme qui a assassiné sa famille et a été incarcéré à l'asile de Pennhurst. Lorsque Fred est tué par Vecna, Nancy retrouve le gang et est informée de Vecna. Plus tard, Nancy est mise en transe par Vecna et apprend qu'il est en fait Henry Creel, le fils de Victor Creel qui a en fait tué sa famille et imputé leur mort à son père. Finalement, elle, Steve et Robin ont mis le feu à Vecna avant de lui tirer dessus à plusieurs reprises. |                                                      |                      |                                                                                |                                                            |
| |                                                      |                      |                                                                                |                                                            |
| | Jonathan Byers                                       | Charlie Heaton       | (VF : Julien Crampon)                                                          | 1-4                                                        |
| Jonathan Byers est le frère aîné de Will et le fils aîné de Joyce. Il est timide et réservé et est considéré comme un étranger à Hawkins High. C'est un photographe en herbe et très proche de sa mère et de son frère. Jonathan commence à sortir avec Nancy à la fin de la deuxième saison. Ils deviennent tous deux stagiaires au Hawkins Post au cours de la troisième saison, mais sont finalement licenciés par leur rédacteur en chef pour avoir poursuivi une histoire. Il aide ses amis à vaincre Mind Flayer avant que lui et sa famille décident de déménager à Lenora Hills, en Californie. Dans la quatrième saison, Jonathan se fait un nouvel ami nommé Argyle. Jonathan, qui prévoyait d'aller à l'université avec Nancy, révèle à Argyle qu'il a été accepté dans un collège communautaire à Lenora Hills. Après avoir obtenu le numéro de NINA, ils demandent l'aide de Suzie qui réside à Salt Lake City, Utah . Suzie localise les coordonnées de NINA et le groupe y arrive tandis qu'Eleven affronte les troupes de l'armée américaine. Jonathan aide le groupe à construire un réservoir d'isolement pour Eleven afin de combattre Vecna et retourne plus tard à Hawkins pour découvrir qu'il est infiltré par l'Upside Down. |                                                      |                      |                                                                                |                                                            |
| |                                                      |                      |                                                                                |                                                            |
| | Steve Harrington                                     | Joe Keery            | (VF : Clément Moreau)                                                          | récurrent saison 1, principal depuis la saison 2           |
| Steve Harrington, surnommé Steve « The Hair » Harrington, est un élève populaire à l'école. Il essaie de développer une relation avec Nancy et intimide Jonathan, même s'il en vient à le regretter. Keery a été promu série régulière à partir de la deuxième saison, après avoir récidivé dans la première. Steve a ensuite joué un rôle plus important, développant une relation fraternelle avec Dustin et devenant une baby-sitter autoproclamée pour le groupe principal d'enfants. Steve est le propriétaire de ce que les amis appellent "The Bat", une batte de baseball avec plusieurs gros clous enfoncés dans la tête, fabriquée par Jonathan pour combattre le Démogorgon. Steve utilise la batte pour combattre une meute d'adolescents Démogorgons qui attaquent Hawkins lors de la deuxième saison. Dans la troisième saison, Steve travaille au Starcourt Mall à Scoops Ahoy avec Robin Buckley . Lui, Robin et Dustin découvrent une base russe secrète sous Starcourt Mall, où Erica se joint peu après. Steve et Robin sont ensuite emprisonnés par les Russes. Il admet avoir le béguin pour Robin mais est rejeté peu de temps après avoir appris que Robin est lesbienne. Dans la quatrième saison, Steve continue de travailler avec Robin au club vidéo local. Il fait équipe avec Robin, Nancy, Dustin, Max et Lucas pendant une grande partie de la saison, enquêtant sur la maison Creel pour rechercher et en savoir plus sur Vecna, et également localiser Eddie. Après avoir découvert une nouvelle porte vers l'Upside Down dans un lac, Steve plonge pour enquêter et est réussi, mais revient finalement avec Nancy, Robin et Eddie après l'avoir suivi. Au cours du plan final pour vaincre Vecna, Steve retourne à la maison Creel dans Upside Down avec Nancy et Robin pour tuer Vecna, et les trois réussissent à le mutiler gravement avec des cocktails Molotov avant qu'il ne s'échappe. Le plan de Vecna réussit néanmoins, et Steve, Robin et Dustin se portent volontaires pour aider les citadins touchés par le « tremblement de terre » créé par les portes de Vecna. |                                                      |                      |                                                                                |                                                            |
| |                                                      |                      |                                                                                |                                                            |
| | Karen Wheeler                                        | Cara Buono           | (VF : Delphine Braillon)                                                       | principale saisons 1 à 3, récurrente saison 4              |
| Karen Wheeler est la mère de Nancy, Mike et Holly et l'épouse de Ted. Bien qu'elle soit une mère aimante dans l'âme, elle reste en grande partie ignorante des activités de ses enfants jusqu'à la destruction de Hawkins par Vecna et essaie souvent de se connecter directement avec eux plutôt que d'essayer de les comprendre. Nancy pense qu'elle a épousé son mari uniquement pour correspondre à l'image d'une famille nucléaire . À la fin de la deuxième saison et au début de la troisième, elle développe une attirance sexuelle envers Billy Hargrove , en partie par ennui avec son mari, mais décide finalement de ne pas agir sur ces sentiments pour éviter de diviser sa famille ; sa brève soumission à eux, cependant, aboutit indirectement à ce que Billy soit possédé par Mind Flayer. Plus tard, elle se connecte enfin avec Nancy en l'encourageant à continuer à poursuivre l'histoire sur laquelle elle a été licenciée pour avoir travaillé contre les ordres de son éditeur. |                                                      |                      |                                                                                |                                                            |
| |                                                      |                      |                                                                                |                                                            |
| | Maxine « Max » Mayfield                              | Sadie Sink           | (VF : Clara Quilichini)                                                        | depuis la saison 2                                         |
| Maxine "Max" Mayfield est la fille biologique de Susan Hargrove, la demi-soeur cadette de Billy , une passionnée de skateboard et le garçon manqué du groupe qui attire l'attention de Lucas lorsqu'on apprend qu'elle a le score le plus élevé dans Dig Dug . Max est souvent montré en désaccord avec Billy. Dans la troisième saison, elle et Lucas se fréquentent après de supposées ruptures multiples. Onze l'approche pour lui demander conseil lorsqu'elle soupçonne que Mike lui ment, et Max la convainc que Mike aurait pu faire ça pour jouer avec ses amis. Max aide Eleven à explorer le monde extérieur, ce qui en fait des amis proches. Elle se révèle également fan de Wonder Woman . Max noue une brillante relation avec Eleven au cours de la saison. Plus tard, elle joue un rôle important en aidant à tuer la forme inférieure de Mind Flayer et elle aide également Eleven lorsqu'ils tentent de s'échapper du centre commercial Starcourt. Dans la quatrième saison, Max a du mal à faire face à la mort de Billy , qui a eu des répercussions durables sur sa situation familiale. Ses parents ont divorcé et Max et sa mère Susan ont emménagé dans un parc à roulottes. Max s'est isolée de tout le monde, y compris de Lucas, et elle se rend fréquemment au bureau du conseiller en raison de ses symptômes de SSPT . Elle voit Eddie et Chrissy entrer ensemble dans sa caravane et le voit plus tard s'enfuir. Après avoir appris la mort de Chrissy, elle transmet cette information à Dustin, afin qu'ils retrouvent l'un des amis d'Eddie pour connaître l'emplacement d'Eddie. Après avoir rappelé Chrissy fréquentant le bureau du conseiller avant sa mort, Max, Dustin et Steve entrent par effraction dans l'école et trouvent son dossier, ainsi que celui de Fred Benson, la deuxième victime de Vecna. Elle apprend que Chrissy et Fred souffraient de symptômes de SSPT similaires aux siens, réalisant qu'elle est la prochaine cible de Vecna. Elle écrit des lettres à ses amis et à sa famille et lit celle de Billy sur sa tombe. Elle est mise en transe par Vecna, mais Lucas, Steve et Dustin apprennent de Nancy et Robin que la musique peut l'aider à échapper à Vecna et jouent sa chanson préférée, " Running Up That Hill " de Kate Bush , la sauvant de Vecna. . Après que Steve, Nancy, Robin et Eddie aient plongé dans Upside Down, Max et le gang retournent à la résidence Wheeler et communiquent avec le gang Upside Down à l'aide d'un Lite-Brite. Ils se rendent à la caravane d'Eddie et les sauvent de l'Upside Down. Après que Vecna ait montré à Nancy ses plans pour la destruction de Hawkins, le gang Hawkins complote pour tuer Vecna. Réalisant qu'elle peut fournir une distraction pour donner du temps aux autres, Max se porte volontaire comme appât pour Vecna. Dans la bataille finale de la saison, Max, Lucas et Erica se rendent à Creel House, attendant la possession de Max pour donner à Nancy, Steve et Robin une ouverture sur Vecna. Lorsque Vecna possède Max, elle se retire dans la sécurité de son souvenir préféré – le bal des neiges de 1984, où elle et Lucas ont dansé pour la première fois – mais cela ne fonctionne pas longtemps. Onze entre dans la mêlée dans l'esprit de Max, mais elle est maîtrisée par Vecna, qui commence à tuer Max. A la dernière seconde, Eleven parvient à sauver Max du coup final de Vecna. Cependant, quelques instants plus tard, Max meurt des suites de ses blessures dans les bras de Lucas, mais Eleven parvient à la ressusciter, même si elle reste dans le coma. Max se retrouve à l'hôpital toujours dans le coma, avec Lucas, Eleven, Will et Mike à son chevet. |                                                      |                      |                                                                                |                                                            |
| |                                                      |                      |                                                                                |                                                            |
| | William « Billy » Hargrove                           | Dacre Montgomery     | (VF : Gauthier Battoue)                                                        | saisons 2 et 3, invité dans la saison 4                    |
| William "Billy" Hargrove est le demi-frère arrogant, abusif, insouciant et téméraire de Max. Son propre comportement se révèle être une conséquence des violences physiques dont il est lui-même victime de la part de son père. Dans la troisième saison, il devient l'hôte principal de Mind Flayer. Eleven, après avoir examiné ses souvenirs plus tôt, rappelle à Billy ses souvenirs heureux avec sa mère, lui permettant de se libérer de la possession et de se sacrifier pour sauver Eleven de Mind Flayer. Après la défaite de Mind Flayer, Billy s'excuse auprès de Max pour tous ses actes répréhensibles alors qu'il meurt dans les bras de Max. Dans la quatrième saison, Billy apparaît comme une hallucination lorsque Max est mis en transe par Vecna, où Billy lui reproche sa mort. Max révèle qu'une partie d'elle est heureuse et triste qu'il soit mort mais qu'elle tenait toujours à lui et l'aimait. |                                                      |                      |                                                                                |                                                            |
| |                                                      |                      |                                                                                |                                                            |
| | Bob Newby                                            | Sean Astin           | (VF : Christophe Lemoine)                                                      | principal dans la saison 2, invité dans la saison 3        |
| Bob Newby est un ancien camarade de classe de Joyce et Hopper, qui dirige le Hawkins RadioShack [ et devient le petit ami de Joyce dans la saison deux, ainsi qu'un mentor pour Will. Homme aimable, il se présente souvent comme un « super-héros » et voit un avenir avec la famille. Les Byers tentent d'abord de le garder hors de la connaissance de l'Upside Down, mais finissent par compter sur son aide pour localiser Hopper lorsqu'il découvre les illusions de Will. Lui, Hopper, Will inconscient, Mike, Joyce et Owens sont finalement piégés par Mind Flayer dans Hawkins Lab avec une panne de courant. Étant le seul capable de réinitialiser les disjoncteurs et de déverrouiller les portes, il se porte volontaire pour le faire. Après avoir réussi, il a été attaqué, tué et mangé par Demo-Dogs devant Joyce et Hopper. Son héritage a survécu après la troisième saison, Joyce pleurant toujours sa perte. |                                                      |                      |                                                                                |                                                            |
| |                                                      |                      |                                                                                |                                                            |
| | Murray Bauman                                        | Brett Gelman         | (VF : Gilduin Tissier)                                                         | récurrent saison 2 et 3, principal depuis la saison 4      |
| Murray Bauman est un détective privé et théoricien du complot engagé pour enquêter sur la disparition de Barbara Holland. Il a été présenté pour la première fois dans la saison deux. Il assiste Nancy et Jonathan dans leur mission visant à fermer le laboratoire national Hawkins. Au cours de la troisième saison, il aide Joyce et Hopper à infiltrer la base souterraine secrète du centre commercial Starcourt, où les Soviétiques construisaient une machine capable d'ouvrir une porte vers l'Upside Down. Il semble également qu'il parle couramment le russe. Dans la saison 4, lui et Joyce se rendent au Kamtchatka pour sauver Hopper de son emprisonnement. Là, il se déguise en Yuri Ismaylov pour sauver Hopper et brûle des démodogs pour aider les enfants de Hawkins contre Vecna. C'est un homme dramatique, barbu et chauve qui adore la vodka et en boit souvent pour réfléchir ; il peut également prédire de bons couples, par exemple Nancy et Jonathan, et Joyce et Hopper. |                                                      |                      |                                                                                |                                                            |
| |                                                      |                      |                                                                                |                                                            |
| | Dr Owens                                             | Paul Reiser          | (VF : Pierre-François Pistorio)                                                | principal dans les saisons 2 et 4, invité dans la saison 3 |
| Scientifique ayant pris la suite du Dr Brenner à la tête du laboratoire d'Hawkins. |                                                      |                      |                                                                                |                                                            |
| |                                                      |                      |                                                                                |                                                            |
| | Robin Buckley                                        | Maya Hawke           | (VF : Emmylou Homs)                                                            | depuis la saison 3                                         |
| Robin Buckley est le collègue de Steve au glacier du Starcourt Mall, " Scoops Ahoy ! ". Robin décode un message radio russe et trouve la base avec Steve, Dustin et Erica. Elle dit à Steve qu'elle était obsédée par lui au lycée, mais uniquement parce que Tammy Thompson avait le béguin pour lui, révélant ainsi qu'elle est lesbienne. Dans la quatrième saison, Robin a le béguin pour sa camarade de classe Vickie. Dans la quatrième saison, Robin continue de travailler avec Steve au club vidéo local. Après avoir localisé Eddie, Nancy et Robin se rendent à la bibliothèque et recherchent des informations sur Creel, apprenant que Creel a imputé les meurtres de sa famille à un démon, qu'ils croient être Vecna. Les deux rendent visite à Creel à l'asile de Pankhurst, où il raconte les meurtres de sa famille. Plus tard, elle accompagne Nancy et Steve à la maison Creel dans le monde à l'envers dans le cadre de leur plan pour vaincre Vecna. Durant l'épisode 8 de la saison 4, Vickie embrasse un garçon et Robin devient un peu triste. Lors du dernier épisode de la saison 4, Robin et Vickie se sont bien entendus, laissant croire aux fans qu'il y aura une romance entre Vickie et Robin dans la saison 5. |                                                      |                      |                                                                                |                                                            |
| |                                                      |                      |                                                                                |                                                            |
| | Erica Sinclair                                       | Priah Ferguson       | (VF : Clara Soares) (saison 2) (VF : Dorothée Pousséo)(saison 3)               | récurrente saison 2, principal depuis la saison 3          |
| Erica Sinclair est la plus jeune enfant de Sue et Charles Sinclair et la sœur cadette de Lucas. Elle a été présentée dans la deuxième saison en tant que personnage récurrent et promue dans la série régulière lors de la troisième saison. Elle aide Dustin, Steve et Robin à infiltrer la base russe sous le centre commercial Starcourt. Au cours de ces événements, Dustin convainc Erica que, comme lui et ses amis, elle est une nerd et qu'elle devrait l'accepter. À la fin de la troisième saison, elle reçoit les manuels de Will's Dungeons & Dragons . Elle est très sarcastique, grossière, impertinente et considère souvent Lucas et ses amis comme des nerds, même si elle est aussi très courageuse et peut parfois être gentille. Au cours de la quatrième saison, elle a adopté son côté ringard et rejoint le Hellfire Club du Hawkins High School à la place de son frère après avoir démontré une connaissance approfondie de Donjons & Dragons . Elle sert de vigie et de communicatrice entre les nombreux groupes dans leur plan visant à vaincre Vecna. |                                                      |                      |                                                                                |                                                            |
| |                                                      |                      |                                                                                |                                                            |
| | Peter Ballard / Henry Creel / Un / Vecna             | Jamie Campbell Bower | (VF : Yoann Sover)                                                             | depuis la saison 4                                         |
| Vecna est un être meurtrier dans Upside Down, qui apparaît pour la première fois dans la première saison en tant que créature sombre et dans la quatrième saison en tant que personnage principal. Il s'attaque à des individus sous le choc de traumatismes passés, et sa méthode de mise à mort consiste à induire des horloges de grand-père et des visions cauchemardesques avant de leur briser les os par télékinésie et d'imploser leurs yeux dans leur crâne. Il opère depuis la Creel House dans Upside Down. Il se révèle avoir été le principal antagoniste de la série, responsable des événements qui ont terrorisé Hawkins au cours des saisons précédentes, jusqu'à la disparition de Will dans la saison 1. Vecna se révèle être Henry Creel, le fils de Victor Creel né avec des capacités télépathiques. Henry a grandi avec une vision profondément misanthrope de l'humanité après avoir été ostracisé tout au long de son enfance. Il en est venu à en vouloir à sa famille pour leur hypocrisie perçue, après avoir appris que son père avait bombardé par erreur la maison d'une famille innocente pendant la Seconde Guerre mondiale . Dans les années 1950, il a terrorisé et assassiné sa mère et sa sœur dans la maison familiale en utilisant ses pouvoirs, mais cet effort l'a plongé dans le coma tandis que son père a été arrêté pour les meurtres et placé dans un établissement psychiatrique. Henry a été confié aux soins du Dr Brenner, qui lui a fait tester le sujet n°1 dans les tentatives de Brenner de reproduire les pouvoirs d'Henry chez d'autres enfants. En tant qu'adulte, Henry a été nommé infirmier au Hawkins Lab pour aider à superviser les expériences de Brenner sur un certain nombre d'enfants surpuissants, dont Eleven. Brenner a placé un implant (appelé « Soteria ») dans le cou d'Henry qui a supprimé ses pouvoirs. En 1979, Henry s'est lié d'amitié avec Eleven alors qu'elle était victime d'intimidation de la part d'autres sujets et lui a fait remarquer qu'elle et le reste des occupants du laboratoire étaient des prisonniers. Sympathisant avec le sort d'Henry après l'avoir vu puni par Brenner, Eleven détruisit l'implant Soteria, rétablissant ainsi ses pouvoirs. Henry a massacré tous les autres enfants et la plupart du personnel du laboratoire et a tenté de tuer Onze après qu'elle a refusé de l'aider à éradiquer le reste de l'humanité. Onze a maîtrisé Henry et l'a envoyé dans l'Upside Down, où il a été défiguré par des blessures causées par la foudre et une exposition prolongée à son environnement toxique. Henry découvrit diverses créatures résidant dans le royaume et utilisa ses pouvoirs pour les contrôler, le Mind Flayer étant le résultat de ses manipulations. En 1986, après avoir passé plusieurs années à rester endormi et à devenir plus fort tout en contrôlant l'Upside Down, Henry commence à terroriser Hawkins lui-même, assassinant plusieurs élèves du lycée d'Hawkins, dont Chrissy Cunningham, Fred Benson et Patrick McKinney. Dustin et Eddie le surnomment "Vecna" en raison de ses similitudes avec le personnage du même nom de Dungeons & Dragons . Vecna tue presque Max jusqu'à ce que ses amis trouvent un moyen de briser son influence en utilisant la musique. Il possède plus tard Nancy, lui révèle son passé, puis lui montre une vision du futur où Hawkins est déchiré par des divisions avant de la libérer. Nancy et ses amis en déduisent que Vecna doit ouvrir quatre portes vers l'Upside Down pour mettre en œuvre son plan, dont trois ont été engendrées sur le site de chacun de ses meurtres. Max tente d'appâter Vecna pendant que ses amis se rendent à l'envers pour le tuer. Onze entre dans l'esprit de Max et affronte Vecna, qui se révèle être le cerveau derrière les attaques passées d'Upside Down contre Hawkins. Vecna possède et tue Max avant qu'Eleven ne le domine, tandis que Steve, Nancy et Robin blessent gravement sa forme physique avant qu'il ne s'échappe. Bien qu'Eleven ressuscite Max, sa brève mort ouvre une quatrième porte vers l'Upside Down, provoquant des fractures à travers Hawkins, permettant à l'Upside Down de commencer à s'infiltrer dans la ville. Vecna s'était révélé être Henry Creel et également le sujet 001 par le Dr Brenner. |                                                      |                      |                                                                                |                                                            |
| |                                                      |                      |                                                                                |                                                            |

## Les créatures
| |        |  |  |  |  |
| le Démogorgon, | 1 et 4 |  |  |  |  |
| Le Démogorgon est une créature prédatrice provenant du monde à l'envers. Elle est violente et répond insatiablement à l'appel du sang. Elle est également la forme finale de son cycle d'évolution. Elle est incarnée par Mark Steger dans la première saison et est de retour à la fin de la troisième saison, bien que ce ne soit pas exactement la même créature. |        |  |  |  |  |
| |        |  |  |  |  |
| les Démochiens | 2      |  |  |  |  |
| Les Démochiens sont la forme évoluée du têtard que Dustin trouve à l'intérieur de sa poubelle en rentrant chez lui. Cette phase d'évolution précède celle où ils muent en Démogorgon. Ils sont connectés au Monde à l'envers et au Flagelleur mental. Ils ont tous été tués lorsque le portail fut refermé par Onze. |        |  |  |  |  |
| |        |  |  |  |  |
| le Flagelleur mental | 2-3    |  |  |  |  |
| Le Flagelleur mental ou Monstre de l'Ombre est la créature qui contrôle le Monde à l'envers et apparaît pour la toute première fois dans le premier épisode de la deuxième saison. Il semble être constitué de fumée noire et épaisse. Il se sert de Will afin de créer une armée de Démochiens. Il se sert de ses capacités psioniques pour créer une mémoire collective. Contrairement au Démogorgon, il fait preuve d'intelligence et agit de manière rationnelle et réfléchie. Il est également capable de détecter ou d'apercevoir un individu se trouvant dans une autre dimension que la sienne. |        |  |  |  |  |
| |        |  |  |  |  |
| les Flagellés | 3      |  |  |  |  |
| Les Flagellés sont les hôtes possédés par le Flagelleur mental. Will en a fait l'expérience lors de la deuxième saison. Sa mère, Joyce, a dû l'emmener chez Hopper et mettre les radiateurs à fond pour rendre le corps de son fils inhabitable afin de faire sortir cette chose de lui. Ne s'arrêtant pas là, le Flagelleur mental prend lors de la saison suivante le contrôle de plusieurs hôtes afin qu'ils ingèrent des produits toxiques et créent à partir de cela une substance énergétique pouvant alimenter l'appareil qui maintient le nouveau portail ouvert en dessous du centre commercial d'Hawkins. Billy est l'hôte le plus dangereux que les enfants aient affronté. |        |  |  |  |  |
| |        |  |  |  |  |
| Vecna | 4-5    |  |  |  |  |
| Vecna est une créature originellement humaine, résidant dans le manoir de la famille Creel dans le Monde à l'envers. Lors de la quatrième saison, Vecna commet de nombreux meurtres d'adolescents à Hawkins. Toutes ses victimes ont la particularité d'avoir des problèmes psychologiques liés à un évènement de leur passé. Ces meurtres permettent également à Vecna d'ouvrir de nouveaux portails entre le monde réel et le Monde à l'envers. Vecna est à l'origine Henry Creel, fils de Victor Creel, un homme condamné à tort pour le meurtre de sa famille dans les années 1950, en réalité perpétré par Henry lui-même grâce aux pouvoirs psychiques qu'il a développés durant son enfance. Ces pouvoirs vont attirer l'attention du Dr Martin Brenner, qui va enlever et exploiter Henry Creel comme première expérience au laboratoire d'Hawkins, afin de parvenir à reproduire ses pouvoirs chez d'autres enfants. En 1979, Henry, vivant sous la fausse identité de Peter Ballard, travaille comme assistant-infirmier au laboratoire d'Hawkins. Il réussit à manipuler « Onze » pour le délivrer d'une puce l'empêchant de fuir et d'utiliser ses pouvoirs psychiques. À la suite de cette libération, il commet un massacre au laboratoire, tuant l'ensemble des enfants, hormis « Onze », qu'il considère comme sa semblable. Devant l'horreur de la scène, « Onze » refuse de s'allier à Henry, qui tente alors de la tuer à son tour. Le duel de pouvoirs psychiques opposant Henry et « Onze » tourne finalement à l'avantage de cette dernière, qui, en tuant Henry, crée alors le premier portail vers le Monde à l'envers. Lors de sa chute dans le Monde à l'envers, Henry Creel (ou Peter Ballard) se transforme progressivement en Vecna. |        |  |  |  |  |

## Personnages récurrents

### Introduits dans la première saison

#### Ted Wheeler
- interprété par Joe Chrest (VF : Xavier Béja)

#### Barbara «Barb» Holland
- interprétée par Shannon Purser (saison 1) (VF : Flora Kaprielian)

#### Adjoint puis Shérif Calvin Powell
- interprété par Rob Morgan (saisons 1 et 2, invité dans la saison 3) (VF : Jean-Paul Pitolin)

#### Troy
- interprété par Peyton Wich (saison 1) (VF : Sophie Arthuys)

#### Scott Clarke
- interprété par Randy P. Havens (saisons 1 et 2, invité dans la saison 3) (VF : Vincent Ropion)

#### James
- interprété par Cade Jones (saison 1) (VF : Clara Soares)

#### Terry Ives
- interprété par Aimee Mullins (saison 2, invitée dans la saison 1) (VF : Cécile Marmorat)

#### Becky Ives
- interprétée par Amy Seimetz (saison 2, invitée saison 1) (VF : Alice Taurand)

#### Connie Frazier
- interprétée par Catherine Dyer (en) (saison 1) (VF : Magali Rosenwzeig)

#### Lonnie Byers
- interprété par Ross Partridge (saison 1) (VF : Valéry Schatz)

#### Florence
- interprétée par Susan Shalhoub Larkin (saisons 1 et 2, invitée saison 3) (VF : Cathy Cerdà) puis (VF : Anne Plumet)

#### Carol
- interprétée par Chelsea Talmadge (saison 1, invitée saison 2) (VF : Youna Noiret)

#### Tommy H.
- interprété par Chester Rushing (saisons 1 et 2) (VF : Romain Altché)

#### Officier Phil Callahan
- interprété par John Reynolds (saisons 1 et 2, invité saison 3) (VF : Benjamin Gasquet)

#### Holly Wheeler
- interprétée par Tinsley Price et Anniston Price

### Introduits dans la deuxième saison

#### Kali Prasad / Huit
- interprétée par Linnea Berthelsen (saison 2) (VF : Céline Legendre-Herda)

#### Claudia Henderson
- interprétée par Catherine Curtin (saison 2, invitée saison 3) (VF : Anne Plumet)

#### Vicki Carmichael
- interprétée par Abigail Cowen (saison 2) (VF : Audrey Sourdive)

#### Neil Hargrove
- interprété par Will Chase (VF : Yann Sundberg)

#### Susan Hargrove
- interprétée par Jennifer Marshall

### Introduits dans la troisième saison

#### Heather Holloway
- interprétée par Francesca Reale (VF : Camille Donda)

#### Maire Larry Kline
- interprété par Cary Elwes (VF : Eric Aubrahn)

#### Bruce Lowe
- interprété par Jake Busey (VF : Maurice Decoster)

#### Alexei
- interprété par Alec Utgoff

#### Tom Holloway
- interprété par Michael Park (VF : Jean-Pascal Quilichini)

#### Doris Driscoll
- interprétée par Peggy Miley (VF : Cathy Cerda)

#### Grigori
- interprété par Andrey Ivchenko

#### Docteur Zharkov
- interprété par Arthur Darbinyan

#### Ozerov
- interprété par Misha Kuznetsov

#### Suzie Bingham
- interprétée par Gabriella Pizzolo (VF : Camille Timmerman)

### Introduits dans la quatrième saison

#### Dmitri Antonov / Enzo
- interprété par Tom Wlaschiha

#### Yuri Ismaylov
- interprété par Nikola Đuričko

#### Lt.Colonel Jack Sullivan
- interprété par Sherman Augustus

#### Jason Carver
- interprété par Mason Dye

#### Victor Creel
- interprété par Robert Englund

#### Virginia Creel
- interprétée par Tyner Rushing

#### Vickie
- interprétée par Amybeth McNulty

#### Patrick McKinney
- interprété par Myles Truitt

#### MlleKelley
- interprétée par Regina Ting Chen

#### Chrissy Cunningham
- interprétée par Grace Van Dien

#### Warden Hatch
- interprété par Joel Stoffer (en)

#### Argyle
- interprété par Eduardo Franco

#### Eddie Munson
- interprété par Joseph Quinn

#### Henry Creel (jeune)
- interprété par Raphael Luce